# کیم بینگهام
کیم بینگهام که با نام‌های هنری Mudgirl و The Kim Band نیز شناخته می‌شود، خواننده و نوازنده کانادایی است. او برای همکاری‌های موسیقی خود با نلی فورتادو، سبوس ون ۳۰۰۰ و دیوید آشر شناخته شده‌است.
بینگهام در مونترال، کانادا بزرگ شد و در حال حاضر در فرانسه زندگی می‌کند.

## آهنگ‌شناسی

### آلبوم‌ها
- ۱۹۹۱: دلقک بهشت و جهنم
- ۱۹۹۳: ماشین فضایی شیوا
- ۱۹۹۴: ما شورش می‌کنیم: زنده و مبهم ۱۹۹۰-۱۹۹۴ (زنده)

### تک آهنگها
| سال  | عنوان                                       | آلبوم           | گواهینامه‌ها                  |
| ---- | ------------------------------------------- | --------------- | ---------------------------- |
| ۱۹۹۵ | "این روز"                                   | کتاب اول EP     |                              |
| ۱۹۹۵ | "تنظیم شده"                                 | کتاب اول EP     |                              |
| ۱۹۹۵ | "مخاطب"                                     | کتاب اول EP     |                              |
| ۲۰۰۱ | "چه درگ!"                                   | دخترشناسی       | شماره ۱ در مونترال           |
| ۲۰۰۱ | "روز ولنتاین"                               | دخترشناسی       |                              |
| ۲۰۰۱ | "دخترشناسی"                                 | دخترشناسی       |                              |
| ۲۰۰۳ | "Cœur de Sable"                             | تک آهنگ فرانسوی | ۴۰ برتر در کبک               |
| ۲۰۰۷ | "قهرمانان می‌گیرند"                          | Les Invincibles | Prix Gémeaux: بهترین آهنگ تم |
| ۲۰۰۸ | "بلیت پور عشق"                              | تک آهنگ فرانسوی |                              |
| ۲۰۱۲ | "دخترانی که پارتی و مهمانی‌های شبانه می‌روند" | تک تبلیغاتی     |                              |
| ۲۰۱۲ | "بالا!"                                     | بالا!           |                              |

### تلویزیون
- 2005–09: Les Invincibles (کانادا) – آهنگساز
- 2008–10: Les Invincibles (فرانسه-آلمان) – آهنگساز
- ۲۰۱۹: آهنگ "Bel Ami" به عنوان تم موسیقی برای دردسر خوب (ایالات متحده) - آهنگساز استفاده شد